# Angliers (Viena)
Angliers és un municipi francès situat al departament de la Viena i a la regió de la Nova Aquitània. L'any 2007 tenia 661 habitants.

## Demografia

### Població
El 2007 la població de fet d'Angliers era de 661 persones. Hi havia 280 famílies de les quals 80 eren unipersonals (68 homes vivint sols i 12 dones vivint soles), 104 parelles sense fills, 76 parelles amb fills i 20 famílies monoparentals amb fills.
La població ha evolucionat segons el següent gràfic:
Habitants censats

### Habitatges
El 2007 hi havia 337 habitatges, 284 eren l'habitatge principal de la família, 24 eren segones residències i 29 estaven desocupats. 324 eren cases i 6 eren apartaments. Dels 284 habitatges principals, 224 estaven ocupats pels seus propietaris, 59 estaven llogats i ocupats pels llogaters i 2 estaven cedits a títol gratuït; 3 tenien una cambra, 19 en tenien dues, 41 en tenien tres, 89 en tenien quatre i 133 en tenien cinc o més. 134 habitatges disposaven pel capbaix d'una plaça de pàrquing. A 125 habitatges hi havia un automòbil i a 127 n'hi havia dos o més.

### Piràmide de població
La piràmide de població per edats i sexe el 2009 era:
| Homes | Edats   | Dones |
| ----- | ------- | ----- |
| 0     | 95 o +  | 0     |
| 0     | 90 a 94 | 0     |
| 4     | 85 a 89 | 4     |
| 4     | 80 a 84 | 16    |
| 24    | 75 a 79 | 8     |
| 12    | 70 a 74 | 32    |
| 20    | 65 a 69 | 28    |
| 28    | 60 a 64 | 20    |
| 16    | 55 a 59 | 0     |
| 8     | 50 a 54 | 16    |
| 28    | 45 a 49 | 24    |
| 24    | 40 a 44 | 12    |
| 36    | 35 a 39 | 28    |
| 24    | 30 a 34 | 16    |
| 20    | 25 a 29 | 28    |
| 12    | 20 a 24 | 8     |
| 12    | 15 a 19 | 20    |
| 36    | 10 a 14 | 16    |
| 20    | 5 a 9   | 16    |
| 20    | 0 a 4   | 16    |

## Economia
El 2007 la població en edat de treballar era de 400 persones, 289 eren actives i 111 eren inactives. De les 289 persones actives 261 estaven ocupades (146 homes i 115 dones) i 28 estaven aturades (11 homes i 17 dones). De les 111 persones inactives 44 estaven jubilades, 25 estaven estudiant i 42 estaven classificades com a «altres inactius».

### Ingressos
El 2009 a Angliers hi havia 284 unitats fiscals que integraven 677 persones, la mediana anual d'ingressos fiscals per persona era de 14.815 €.

### Activitats econòmiques
Dels 23 establiments que hi havia el 2007, 1 era d'una empresa alimentària, 3 d'empreses de construcció, 10 d'empreses de comerç i reparació d'automòbils, 1 d'una empresa de transport, 3 d'empreses d'hostatgeria i restauració, 1 d'una empresa immobiliària, 2 d'empreses de serveis, 1 d'una entitat de l'administració pública i 1 d'una empresa classificada com a «altres activitats de serveis».
Dels 9 establiments de servei als particulars que hi havia el 2009, 2 eren tallers de reparació d'automòbils i de material agrícola, 1 guixaire pintor, 2 fusteries, 1 lampisteria, 2 restaurants i 1 agència immobiliària.
Dels 4 establiments comercials que hi havia el 2009, 1 era una botiga de menys de 120 m², 1 una fleca, 1 una carnisseria i 1 una peixateria.
L'any 2000 a Angliers hi havia 22 explotacions agrícoles que ocupaven un total de 1.296 hectàrees.

## Equipaments sanitaris i escolars
El 2009 hi havia una escola elemental.

## Poblacions més properes
El següent diagrama mostra les poblacions més properes.